# روز جهانی بدون دخانیات

روز جهانی بدون دخانیات (انگلیسی: World No Tobacco Day) یا به تعبیری روز جهانی بدون تنباکو، عنوان روزی است مصادف با ۳۱ ماه مه هر سال که در سراسر جهان برای جلب توجه و تشویق افراد در راستای ترک محصولات دخانی، خواستار اجرای عدم مصرف این محصولات در یک بازه زمانی ۲۴ ساعته می‌باشد، این روز برای جلب توجه نسبت به شیوع گسترده تأثیرات تنباکو بر سلامت انسان در نظر گرفته شده که در حال حاضر منجر به مرگ و میری بالغ بر ۶ میلیون نفر در سال می‌شود و در کنار این معضل، حدود ۶۰۰۰۰۰ نفر مرگ غیرمستقیم تنها به دلیل استنشاق دود سیگار افراد سیگاری حاصل می‌گردد. کشورهای عضو سازمان بهداشت جهانی (WHO) در سال ۱۹۸۷ میلادی روز جهانی بدون دخانیات را ایجاد کردند، در طول این سال‌های گذشته تاکنون، این روز برگزیده، باعث رویارویی و بعضاً مقاومت‌هایی در سراسر جهان از جانب دولت‌ها، سازمان‌های بهداشت عمومی، افراد سیگاری، تولیدکنندگان محصولات دخانی و صنعت دخانیات گردیده.

## نگارخانه

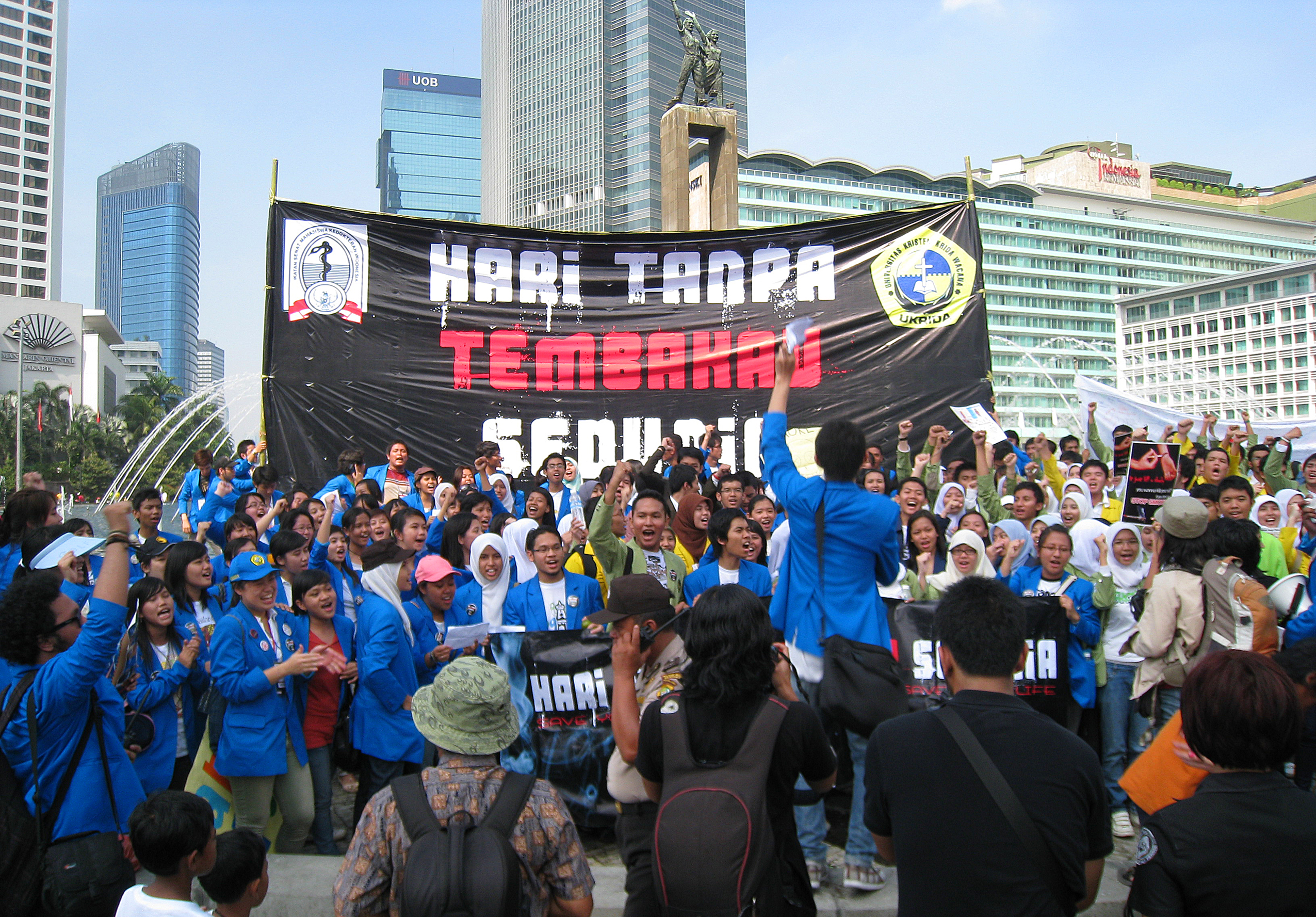
جنبش ضد دخانیات در جاکارتا